# Folldal
Folldal är en kyrkby som utgör centralort och enda tätort i Folldals kommun i Innlandet fylke i östra Norge. Orten ligger där fylkesväg 27 möter fylkesväg 29, på norra sidan av älven Folla. Här finns Folldals kyrka.